# Giorgio Bombassei Frascani de Vettor
Giorgio Bombassei Frascani de Vettor (* 29. Juni 1910 in Florenz; † 9. Juni 2000 in Brüssel) war ein italienischer Diplomat.
Er war der Sohn von Margherita Tidone-Peri und Alfredo Bombassei Frascani de Vettor.
1931 wurde er zum Doktor der Rechte der Universität Florenz promoviert.
Am 8. Februar 1940 heiratete er  Eli Tramontani ihr Sohn war Ranieri Bombassei Frascani de Vettor.

## Werdegang
1933 trat er in den auswärtigen Dienst.
Von 1934 bis 1935 wurde er in Kairo Königreich Ägypten beschäftigt.
Von 1936 bis 1939 wurde er in Washington, D.C. beschäftigt.
Von 1940 bis zur Kriegserklärung 1941 wurde er in Moskau beschäftigt.
Von 1941 bis 1944 war er Gesandtschaftssekretär zweiter Klasse in Bern.
Von 1945 bis 1946 und von 1951 bis 1953 wurde er im Außenministerium (Italien) beschäftigt.
Von 1947 bis 1950 wurde er in Rio de Janeiro beschäftigt.
Von 1953 bis 1955 war er Mitglied der italienischen Delegation zum Nordatlantikrat in Paris.
1956 war er stellvertretender Leiter der Abteilung Politik.
Von 1957 bis 1961 war er Ständiger Vertreter der italienische Regierung beim Europarat.
Von 1961 bis 1965 war er Botschafter in Luxemburg.
Von 1965 bis 1967 war er Botschafter in Den Haag.
Von 1967 bis 1976 war er Ständiger Vertreter der italienischen Regierung bei der Europäischen Kommission in Brüssel.
1976 wurde er in den Ruhestand versetzt und Stellvertretender Vorsitzender der Europäischen Investitionsbank in Luxemburg.

## Auszeichnungen
- 1963: Großoffizier des Verdienstordens der Italienischen Republik
- 1972: Großkreuz des Verdienstordens der Italienischen Republik
- Ritter des Souveränen Malteserordens[4]